# Pays de Born

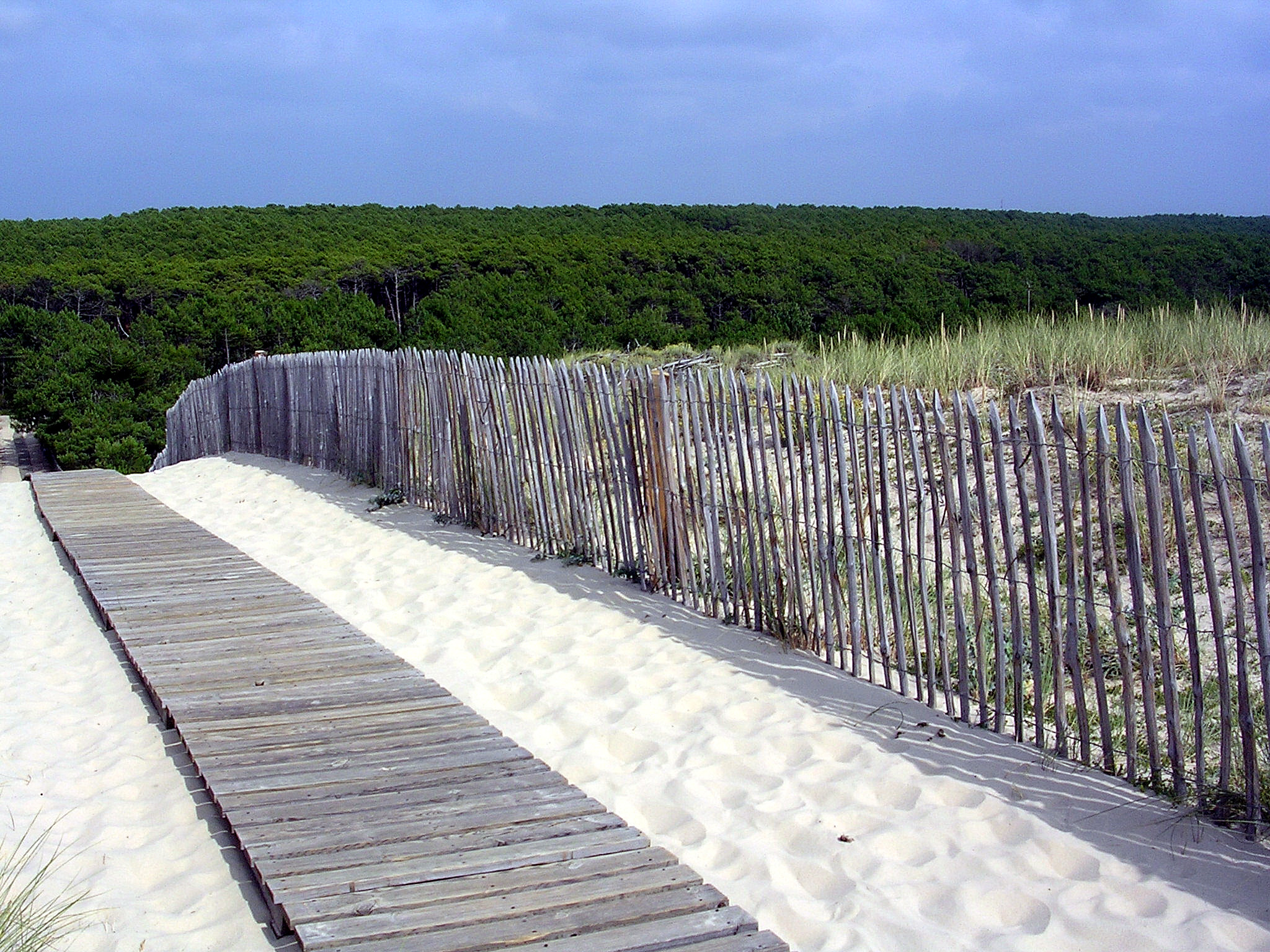
Pays de Born: veduta della foresta dal cordone litorale delle dune

Il  Pays de Born è una zona costiera del dipartimento delle Landes; comprende il territorio di 19 comuni ed il capoluogo è Mimizan.
La denominazione deriva probabilmente dal guascone bòrna, cioè "limite" (latino volgare bodina, botina: albero di frontiera).

## Geografia
Il Pays de Born confina a nord con il Pays de Buch, ad est con la Grande Lande, a sud con il Marensin e ad Ovest con l'Oceano Atlantico.
Ha la forma d'un trapezio le cui basi sono delimitate da:
- lato ovest: Biscarrosse-Plage a nord e il courant de Contis, nel comune di Saint-Julien-en-Born a sud, distante circa 40 km
- lato est: Sanguinet a nord e Lévignacq a sud, distanti circa 55 km
- oceano e Grande Lande sono distanti circa 20 km

La sua popolazione, di 39.617 abitanti (2008) residenti, passa a oltre 100.000 durante la stagione estiva. Le sue cittadine principali sono Mimizan, Parentis-en-Born e Biscarrosse, il capoluogo è Mimizan.

### Comuni
- Sanguinet
- Biscarrosse (Bourg et Plage)

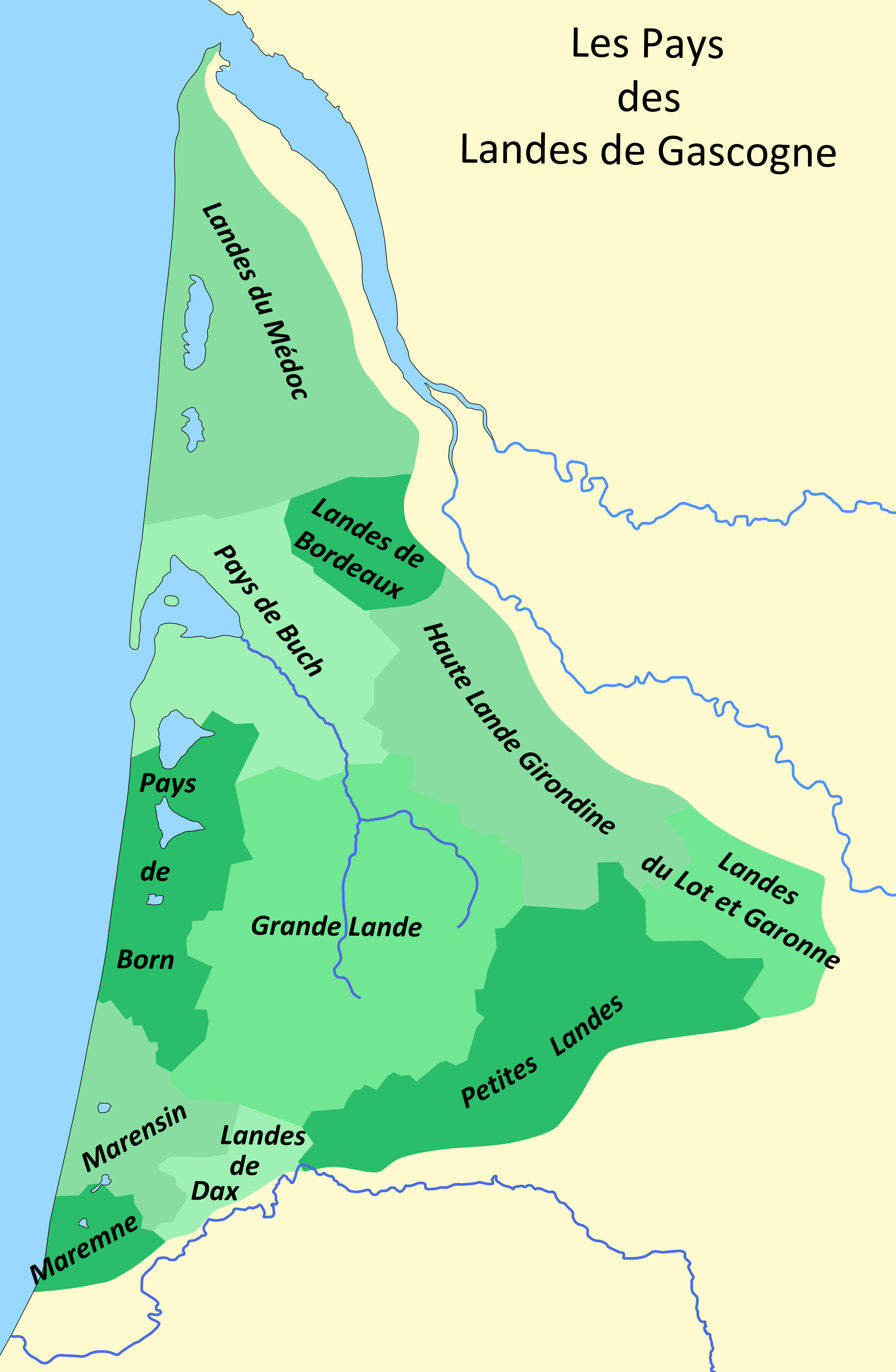
Le zone delle Landes

- Parentis-en-Born (Bourg, Lac, Esleys, Herran)
- Ychoux
- Gastes
- Sainte-Eulalie-en-Born (Pelouche, Maynatge, Le Lac)
- Pontenx-les-Forges
- Saint-Paul-en-Born
- Aureilhan
- Escource
- Mimizan (Bourg et Plage)
- Bias
- Mézos
- Saint-Julien-en-Born (Bourg et Contis)
- Onesse-et-Laharie
- Liposthey
- Lüe
- Lévignacq
- Uza

### Paesaggi
La zona associa tre tipi di paesaggio:
- sulla costa vi sono lunghe distese di rena fine; nel 1905 promotori del turismo della Belle Époque fecero tappa a Mimizan, ove il giornalista Maurice Martin annunciò la creazione della Costa d'Argento.
- è anche un territorio di vasti stagni o laghi, come quelli di Cazaux e Sanguinet, di Biscarrosse e Parentis, di Aureilhan e di Malloueyre. La loro formazione ebbe luogo in epoca storica, come attesta il sito archeologico di Losa a Sanguinet. Le correnti delle Landes sono piccoli fiumi costieri, che fungono da estuarii verso la Mar Grana (l'oceano Atlantico).
- la foresta, suddivisa in foresta di protezione, situata immediatamente dietro le dune, e quella detta foresta di produzione, situata nel retroterra, sostanzialmente piantata nel XIX secolo nel quadro della legge del 9 giugno 1857, relativa alla bonifica e la messa a coltura delle Landes de Gascogne

Lette e craste segnano la topografia della zona. Gli anziani parlano sempre di la montanha , vecchie dune boscose ove oggi vi è la foresta di produzione.

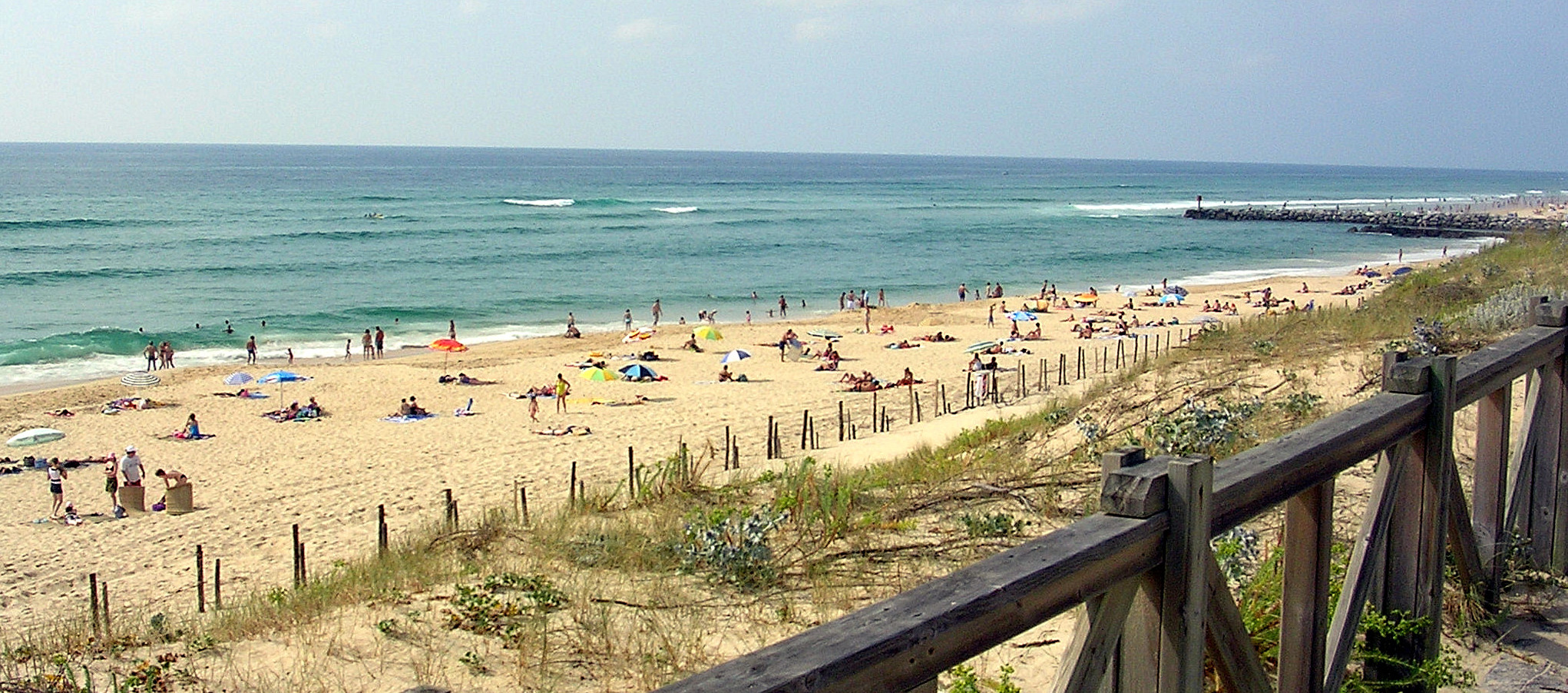
Spiagge e turismo balneare
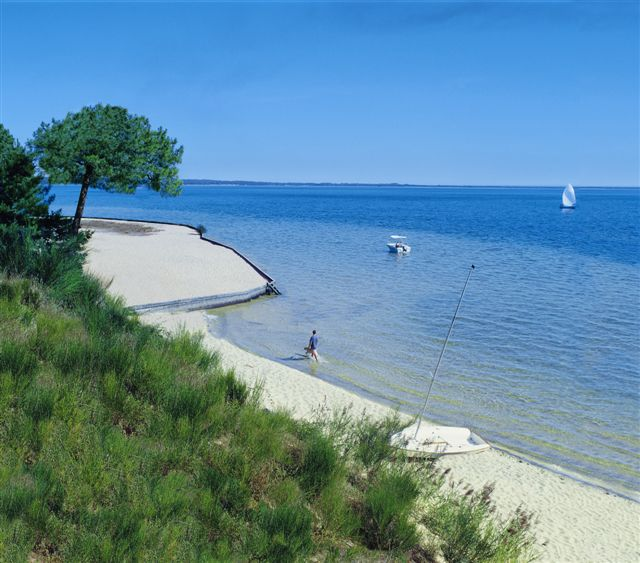
Lago di Biscarrosse

## Storia

### Origini etniche
Non si dispone che di un piccolo numero di fonti scritte sul nome della gente che popolava il pays de Born e il pays de Buch. Il loro esame permette di rendersi conto della difficoltà che solleva la ricerca del loro nome: Boïati o Boi.
È solo a partire dalla seconda età del ferro che è possibile dare un nome e forse localizzare le tribù disseminate sul territorio delle Landes. I Boïati del Bacino d'Arcachon occupavano parimenti le terre del pays de Born, forse fino ad Aureilhan. Altre fonti indicano la presenza di Cocosati, popolo aquitano all'epoca della Pax Romana.
Queste fonti, tutte di epoca romana, sono di diverso tipo: testi letterari, incisioni, documenti amministrativi ed itinerari di viaggio (Itinerario antonino della fine del III secolo). Storici e geografi concordano nel constatare l'esistenza di un popolo originale, diverso dal popolo celta per razza e lingua (vicina al basco contemporaneo).
L'influenza celtica è stata tuttavia profonda e la seconda età del ferro ha introdotto ovunque cambiamenti decisivi: l'organizzazione delle tribù in stati governati da re o da magistrati nominati dall'aristocrazia locale, la nascita delle prime "città", generalmente costruite su alture (gli oppidum), la creazione di un reticolo di piste ed itinerari ed infine la creazione della moneta e della sua circolazione insieme alle primizie di un commercio ruotante sull'importazione di vino dall'Italia. Si può dunque affermare, che prima che ogni progetto di conquista sia germogliato nello spirito romano, la conquista economica dell'Aquitania era stata già realizzata..

### Economia gallo-romana
Il Born ha conosciuto il passaggio dei Romani. Situato sulla via romana litorale che collega Bordeaux (Burdigala) a Dax (Aquae Tarbellicae), come attesta la citazione di Ségosa sull'Itinerario antonino, il Born beneficia di un flusso commerciale da nord a sud, negoziando le proprie merci, in particolare i prodotti derivati dalle resine.
Gli aquitani vicini all'oceano vivono soprattutto di pesca e di caccia e coltivano miglio e segala, a causa della povertà del terreno. Essi praticano l'allevamento dei suini, dei buoi e dei montoni ed ottengono il sale dall'oceano. Questa preziosa derrata è indubbiamente oggetto di scambi per la popolazione e si può immaginare un vero e proprio negozio nella regione.
La coltura della vite gioca anch'essaa un ruolo importante nell'economia dell'epoca gallo-romana. Essa cresce dappertutto ed il vino viene consumato localmente. Le altre risorse provengono essenzialmente dall'artigianato, fabbricazione di oggetti d'uso comune, utensili, ciodi, fibbie e prodotti derivati dalla resina dei pini.
In effetti la resina venne estratta in epoca ancor anteriore e consumata sia direttamente per rendere stagni i recipienti, sia per l'illuminazione e sia in enologia, per mescolarla con il vino per ottenere il vino resinato, allora assai apprezzato. Essa può anche venir trasformata in pece e ciò con una tecnica quasi industriale, facendone poi oggetto di commercio, vista la gran quantità in cui viene prodotta. La pece spessa (catrame) ha molteplici applicazioni: in marina serve a calafatare le imbarcazioni, comprese vele e cordami; lo si utilizza poi in farmacopea sotto forma di cataplasma, d'impiastro o d'unguento.

### Ancien régime
Villaggi rurali extraterritoriali (Sauveté) come quello di Mimizan, vengono posti sotto l'autorità dell'Abbazia di Saint-Sever. Essa richiama e insedia la popolazione su queste difficili terre offrendo in contropartita certi benefici. Essa genera il flusso di pellegrini verso il Santuario di Santiago di Compostela, che imboccano la via di Soulac.
Le vestigia di sette monticelli a difesa, fra i quali quello di Tuc de Houns, sono stati ritrovati nei pays de Born.
Verso il 1500 venne istituita una prevostura di Born. Posta alle dipendenze dell'Albtret landais, questa giurisdizione comprende Aureilhan, Bias, Biscarrosse, Gastes, Lévignac, Mézos, Mimizan, Parentis-en-Born, Pontenx-les-Forges, Sainte-Eulalie, Saint-Julien, Saint-Paul, Sanguinet e Uza. La direzione episcopale del Born si trovava a Bordeaux fino al 1789..

### Siti archeologici
- Il fanum di Losa (12x10m) è un sito archeologico sublacustre situato sotto le acque del lago di Sanguinet. I muri, di 45 cm di spessore, sono costituiti da blocchi di garluche, un grès ferruginoso di origine locale. Diversi elementi archeologici indicano un periodo di utilizzo piuttosto lungo, tra il II ed il III secolo d.C. L'abbandono del fanum potrebbe essere legato alla comparsa del cristianesimo nel IV secolo.
- Nonostante le condizioni di osservazione difficili a causa della melma e delle alghe, un insediamento della seconda età del ferro è stato scoperto nel lago di Biscarrosse a 15 metri di profondità: il sito di Pendelle. Situato sull'asse di comunicazione nord-sud, questo insediamento è caratterizzato da una recinzione in pietra di forma ovoidale con una superficie di circa 11.000 m2.
- I tumuli funerari di Mimizan: molte necropoli protostoriche sono state localizzate nei dintorni di Mimizan. Esse sono generalmente costituite da un insieme di tumuli distanziati di qualche decina di metri. Lo scavo all'interno di uno di essi (Louroun) ha portato alla luce due tombe. Al momento del rito funerario, i corpi sono stati bruciati in un rogo, le ossa calcificate sono state accuratamente raccolte e piazzate, dopo il lavaggio, in un'urna funeraria in terracotta. Offerte (abiti, oggetti, cibi) sono stati anch'essi arsi con i corpi. L'urna è stata quindi posta in un tumulo in terra[6]
- Ségosa, mutatio sulla via romana littoranea che collegava nell'antichità Bordeaux a Dax[6]

### Pellegrinaggi e religione
L'itinerario fra Arcachon e Bayonne è molto antico. Già noto ai celti prima dell'era cristiana e utilizzato nel medioevo dai pellegrini diretti al Santuario di Santiago di Compostela, è la via romana chiamata poi Camin Arriou; esso mette in comunicazione una successione di pays della vecchia tradizione delle Landes: pays de Born, Marensin, Maremne, Seignanx.

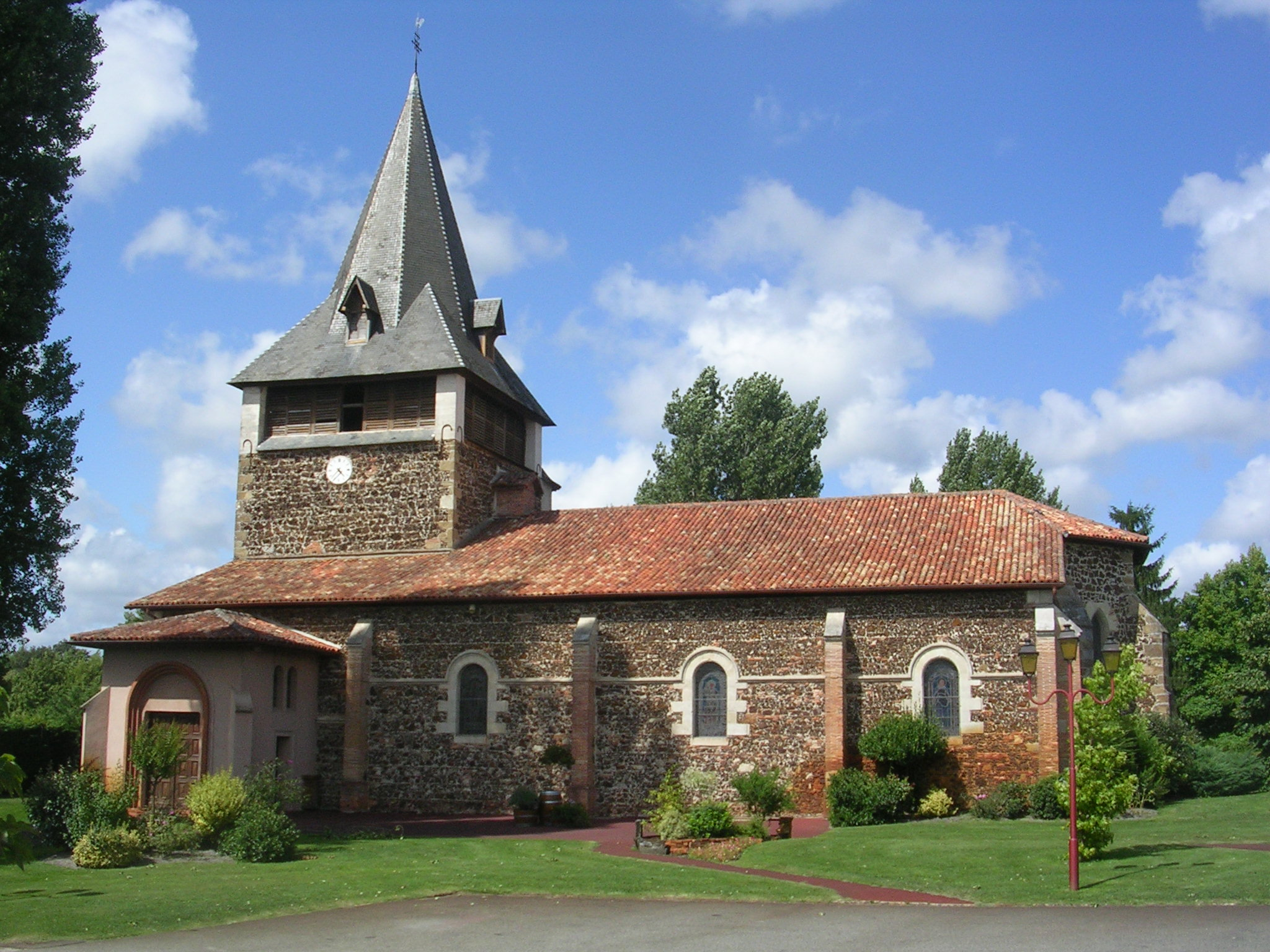
Chiesa in garluche di Pontenx-les-Forges
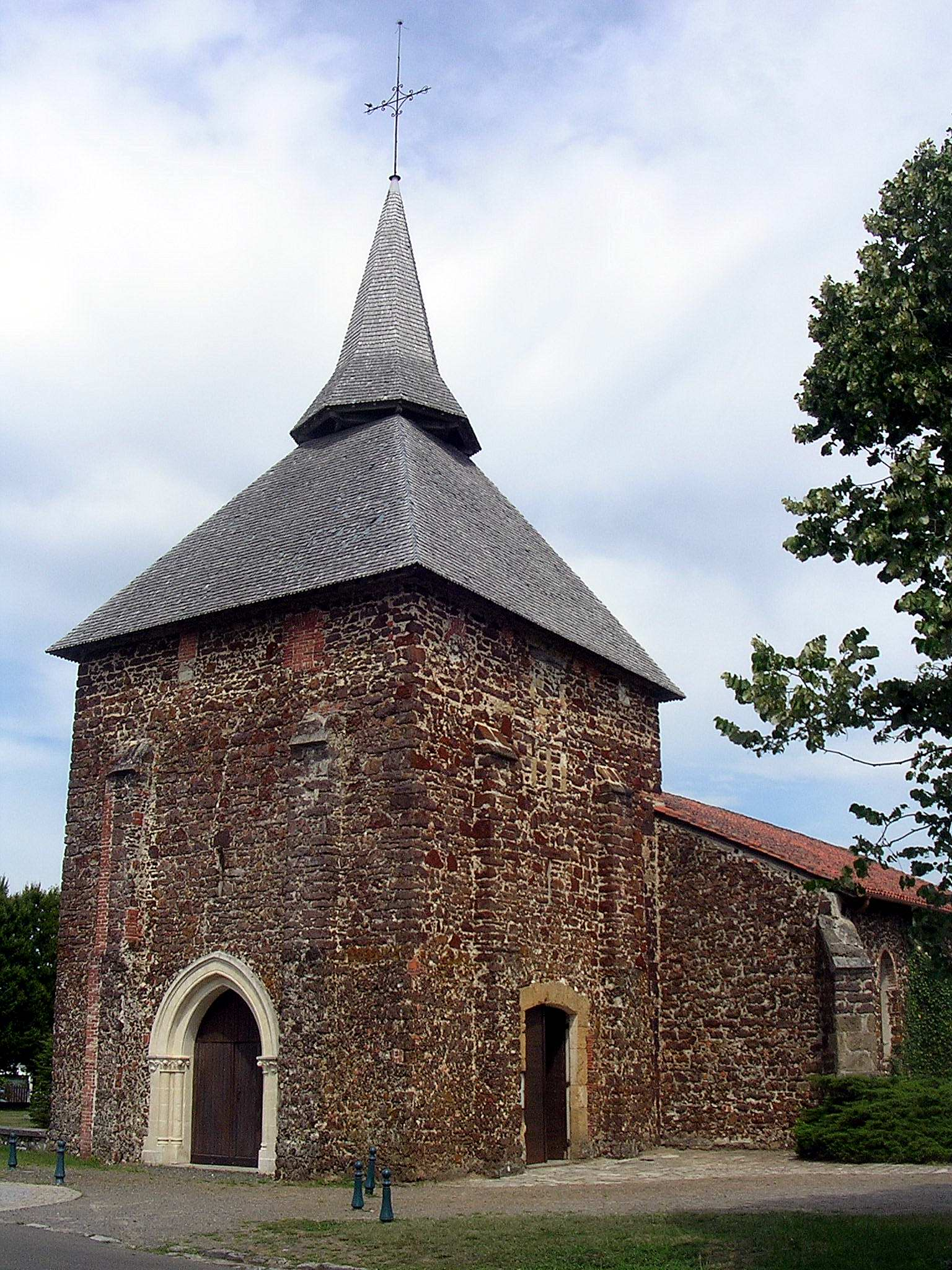
Chiesa di Mézos
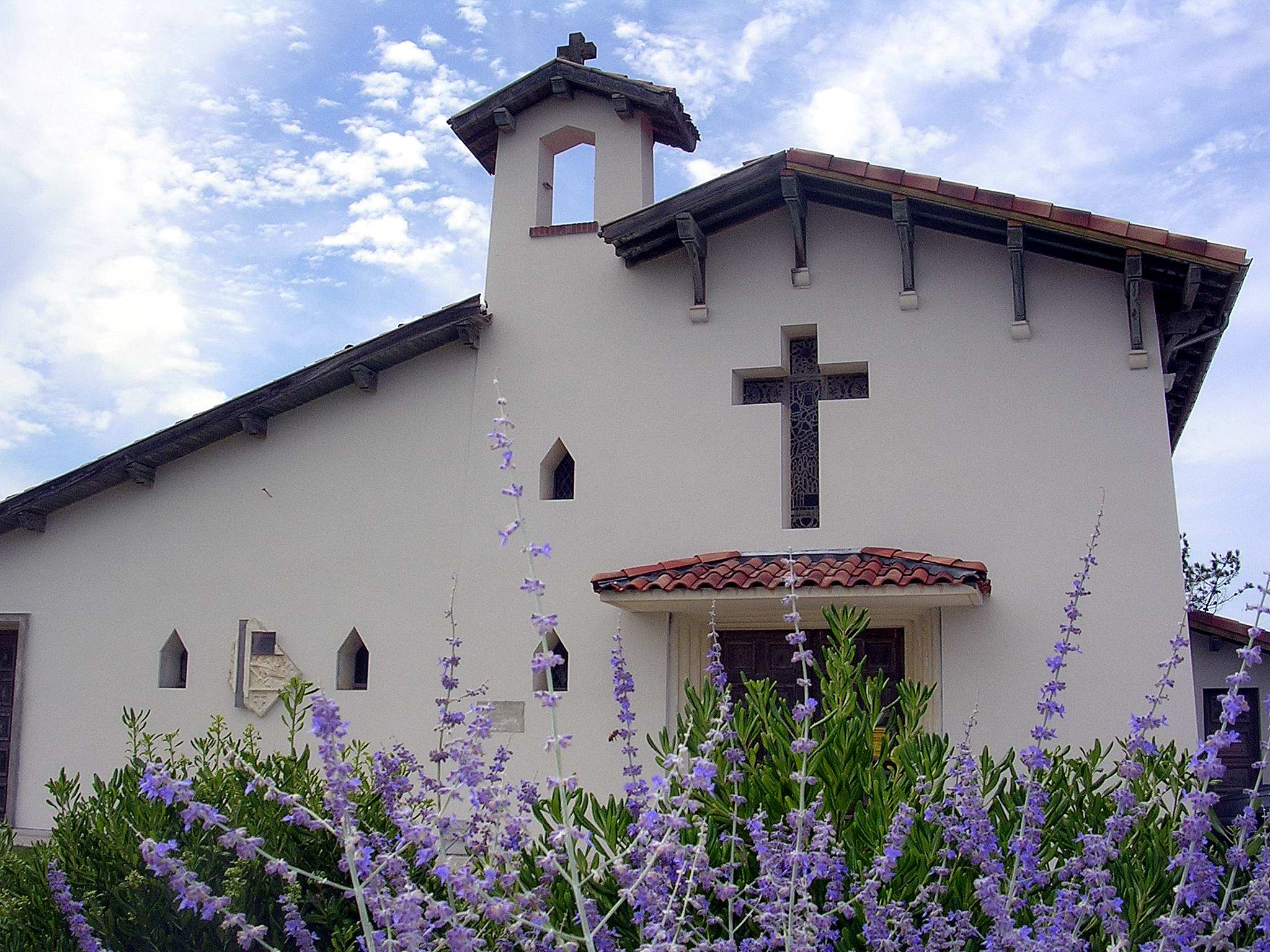
Cappella di Contis

Il Born possiede numerose "fontane miracolose": Saint Jean-Baptiste de Bourricos, Saint Rose o Arrose de Mézos, Saint Michel de Bias, Saint Eutrope, Saint Clair de Saint-Paul en Born, Saint Roch, Saint Mommolin, Saint Galactoire, Sainte Ruffine d'Aureilhan, Sainte Madeleine de Contis, ecc.

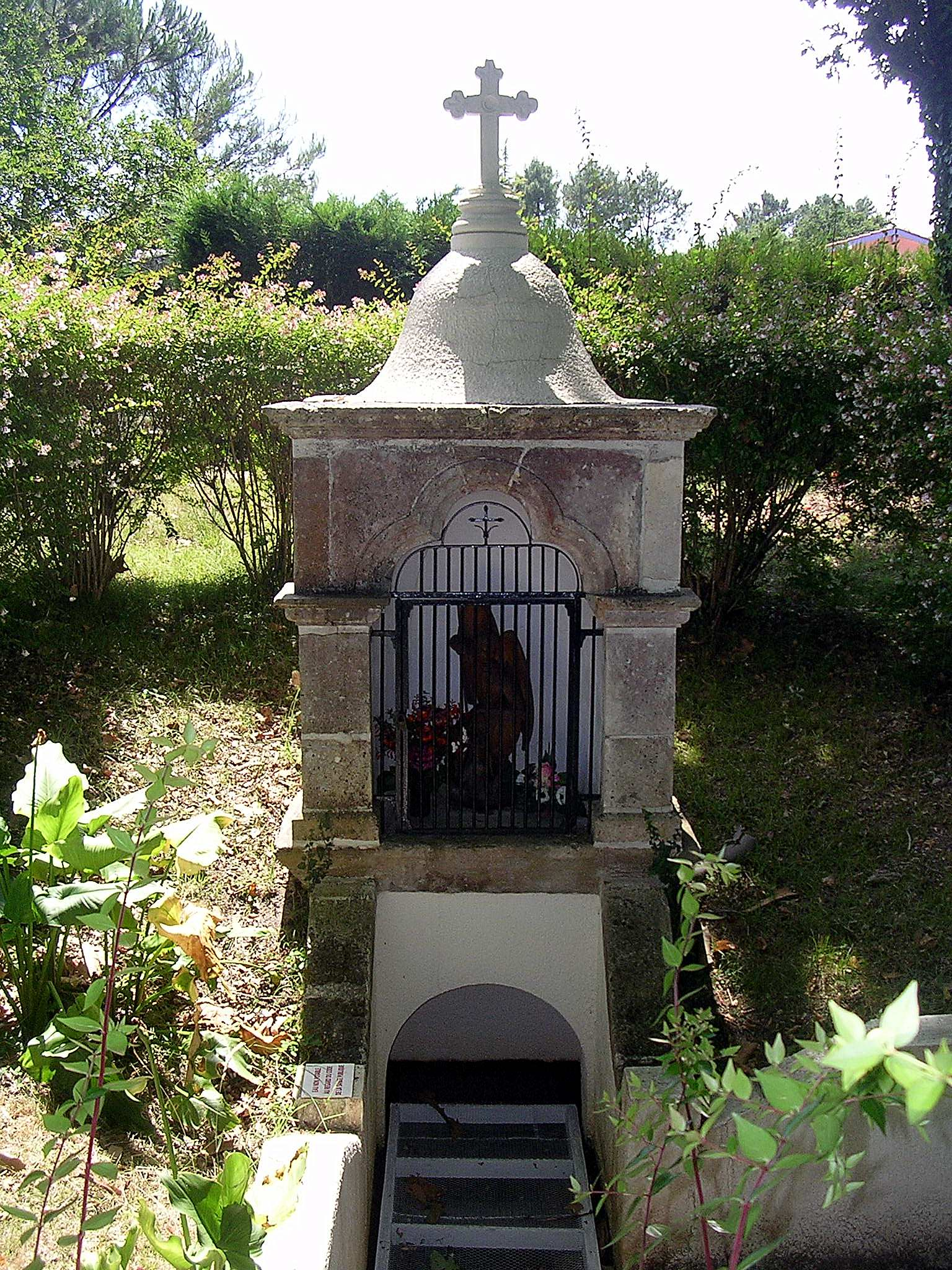
Fontana Saint-Michel de Bias
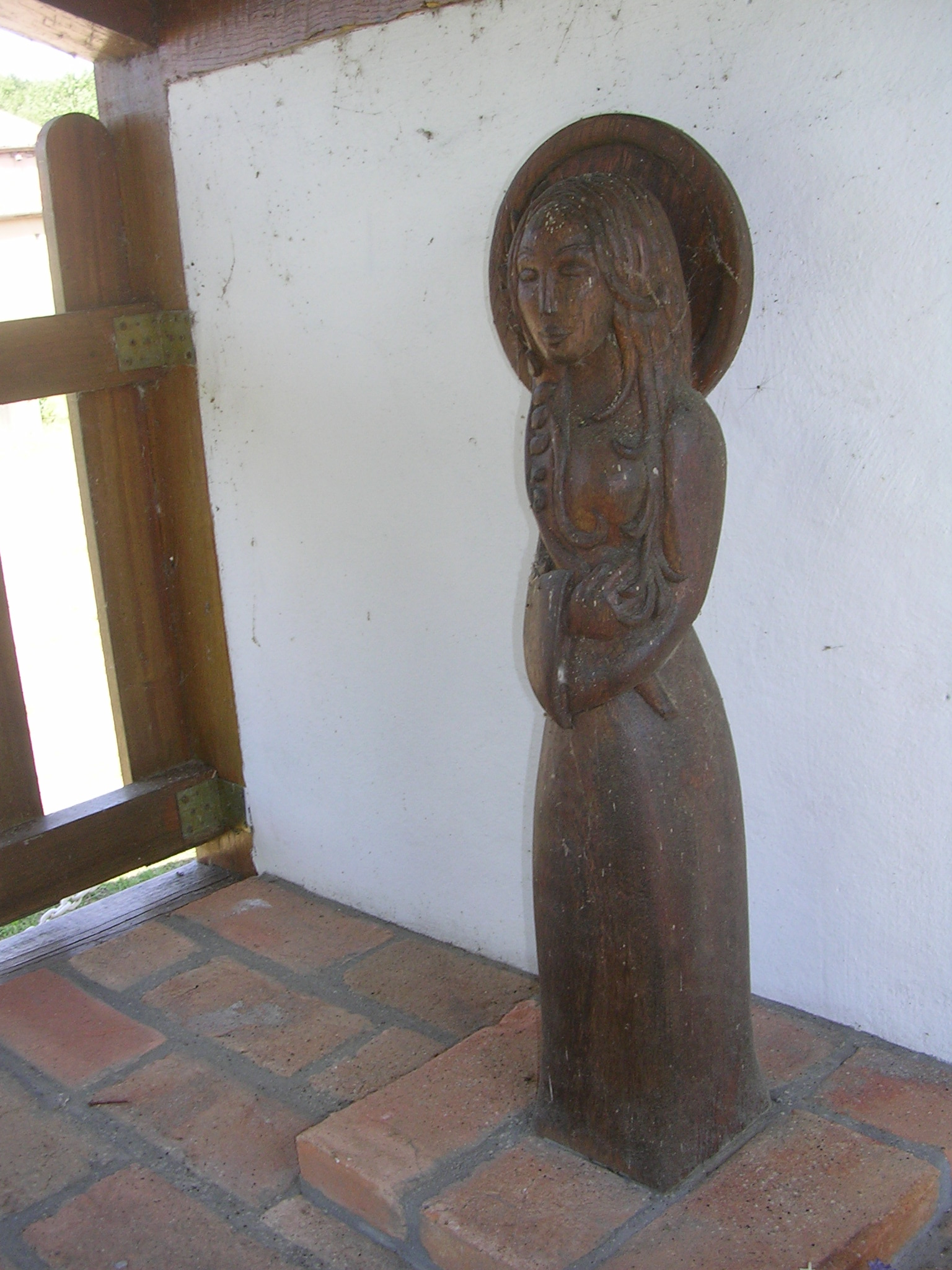
Sorgente Sainte-Ruffine d'Aureilhan
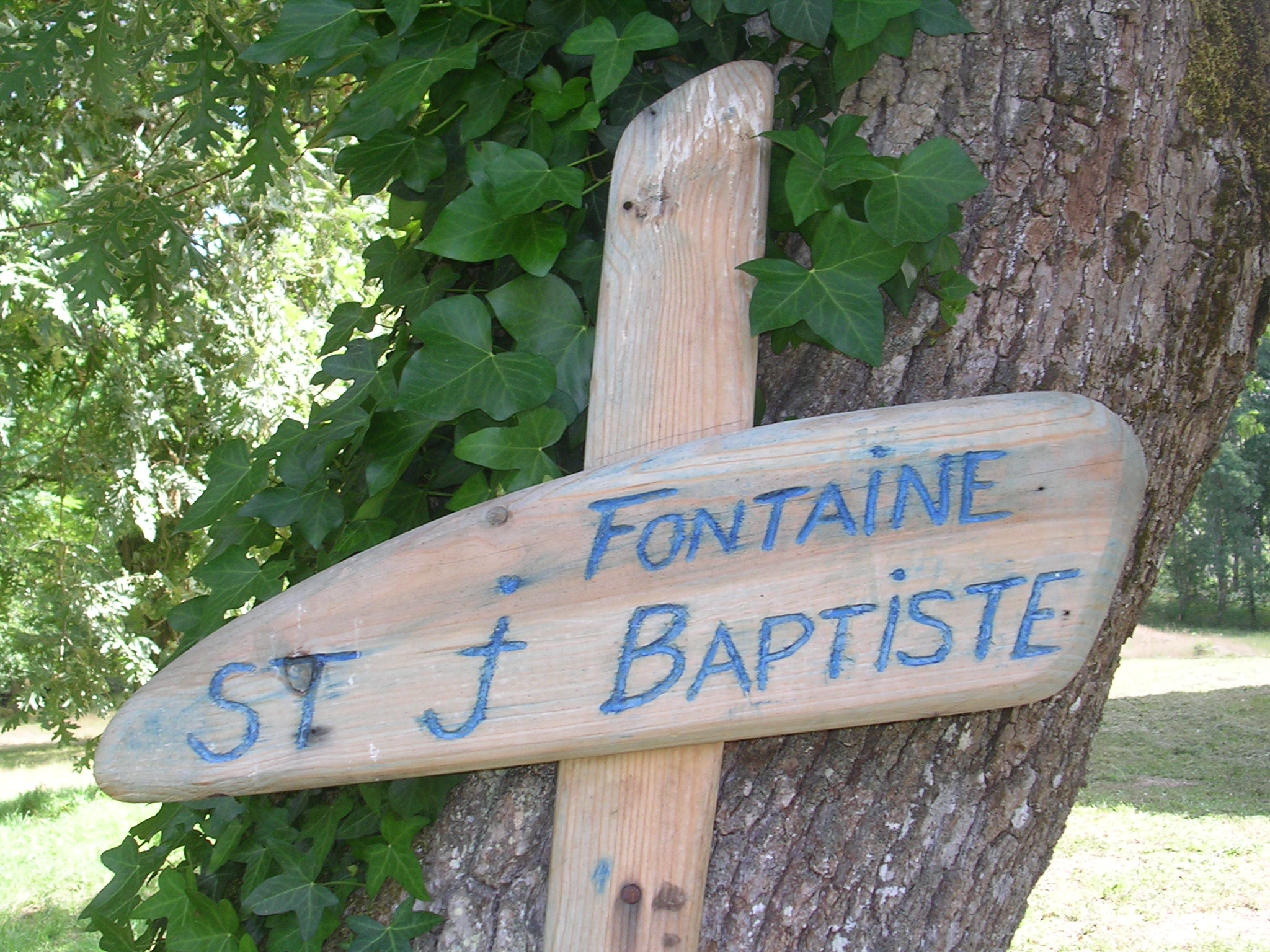
Fontana Saint-Jean-Baptiste de Bourricos

## Economia
Giacimenti di ferro estratto dall'alios sono stati sfruttati fino al XIX secolo a Pontenx-les-Forges e Uza-les-Forges: nel 1901, con i giacimenti ormai esauriti, le fucine di Pontenx-les-Forges ricevevano ancora 4636 tonnellate di minerale del Périgord.
I derrick  della Esso, che estrassero petrolio dal sottosuolo ai tempi della fastosa produzione francese  (1954 - 1990), hanno cessato il loro funzionamento. Quanto alle speranze fondate sugl'idrovolanti della società Latécoère, che partivano verso Africa ed America, appartengono ormai alla gloriosa storia degl'inizi dell'aviazione aeronavale, esposta al suo Museo storico di Biscarosse.
Restano ad oggi la selvicoltura, applicata allo sfruttamento delle foreste delle Landes e sulle cartiere del Gruppo Gascogne à Mimizan, il turismo balneare della Costa d'Argento e la presenza delle Forze Armate nel Centro Sperimentale Lancio Missili di Biscarrosse.

## Patrimonio artistico e naturale
- Campanile a portico di Mimizan, classificato monumento storico e iscritto nel Patrimonio dell'umanità dell'UNESCO
- Via di Soulac dei pellerinaggi a Santiago di Compostela
- Château Woolsack, vecchio padiglione di caccia costruito nel 1911 a Mimizan sulle rive del lago d'Aureilhan da Hughes Richard Arthur Grosvenor (1879-1953), II duca di Westminster
- les bornes de sauveté di Mimizan sono iscritte fra i monumenti storici
- Il faro di Contis, il solo faro di I ordine del litorale delle Landes

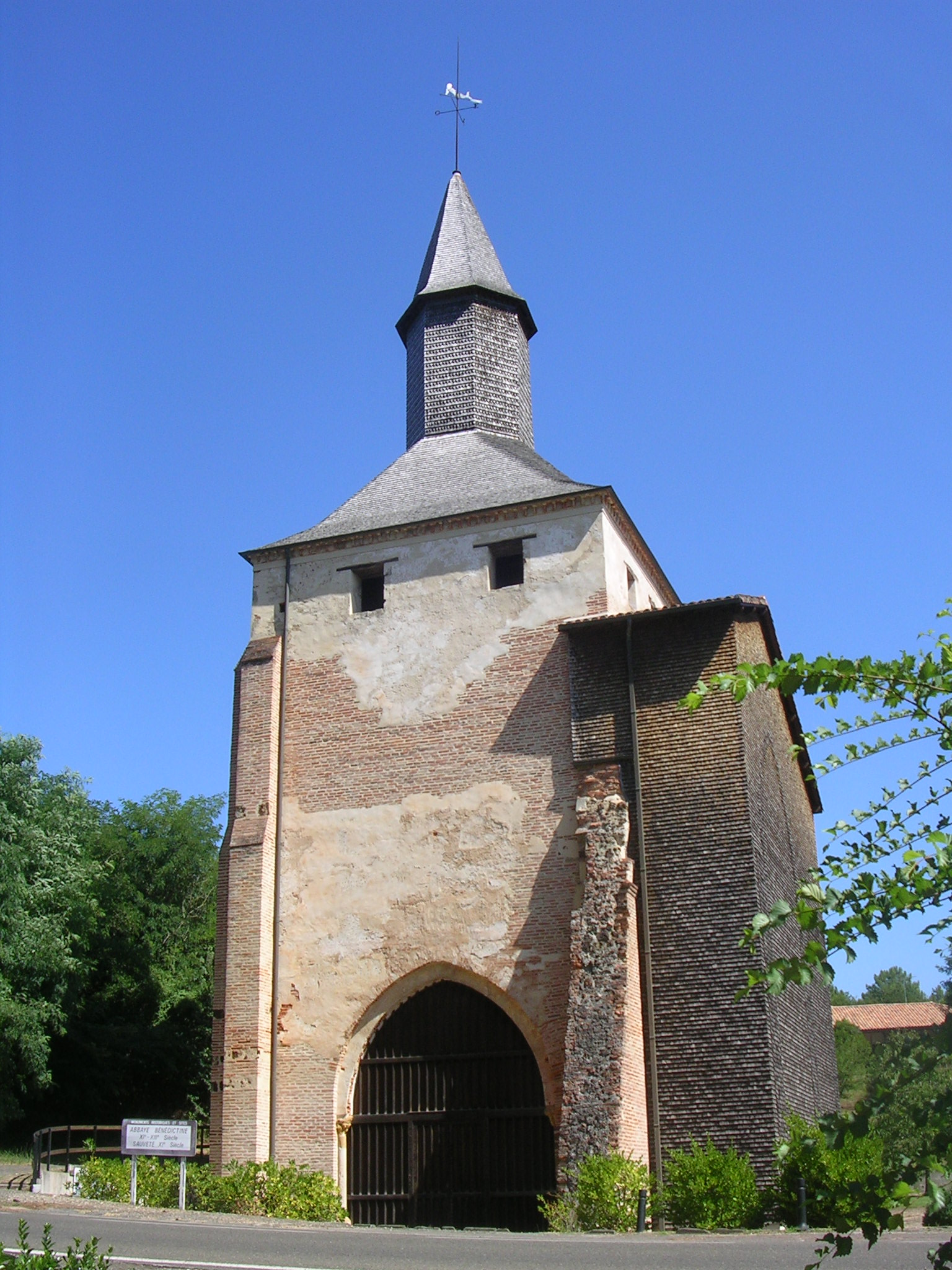
Campanile a portico di Mimizan
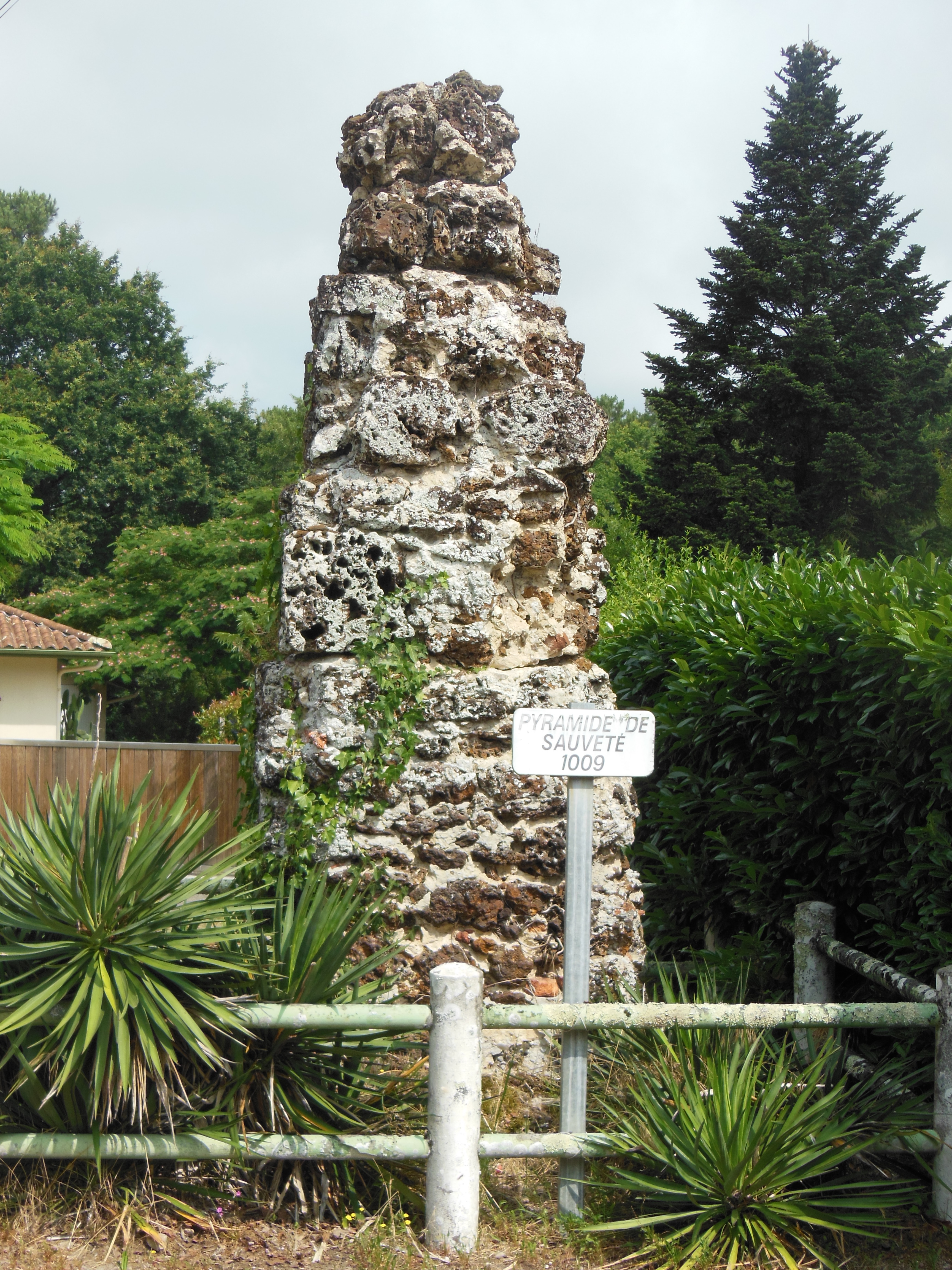
Borne de sauveté
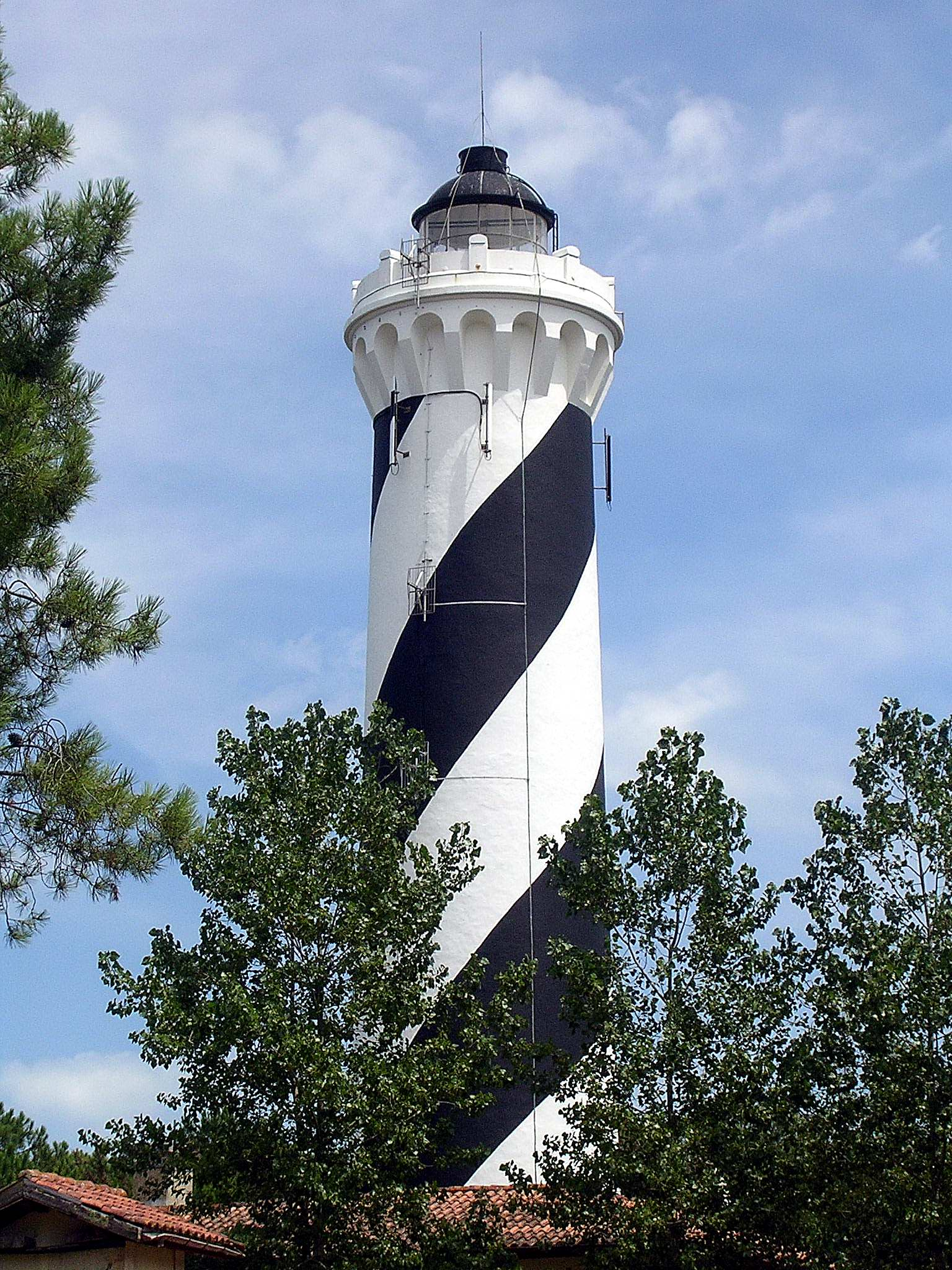
Faro di Contis
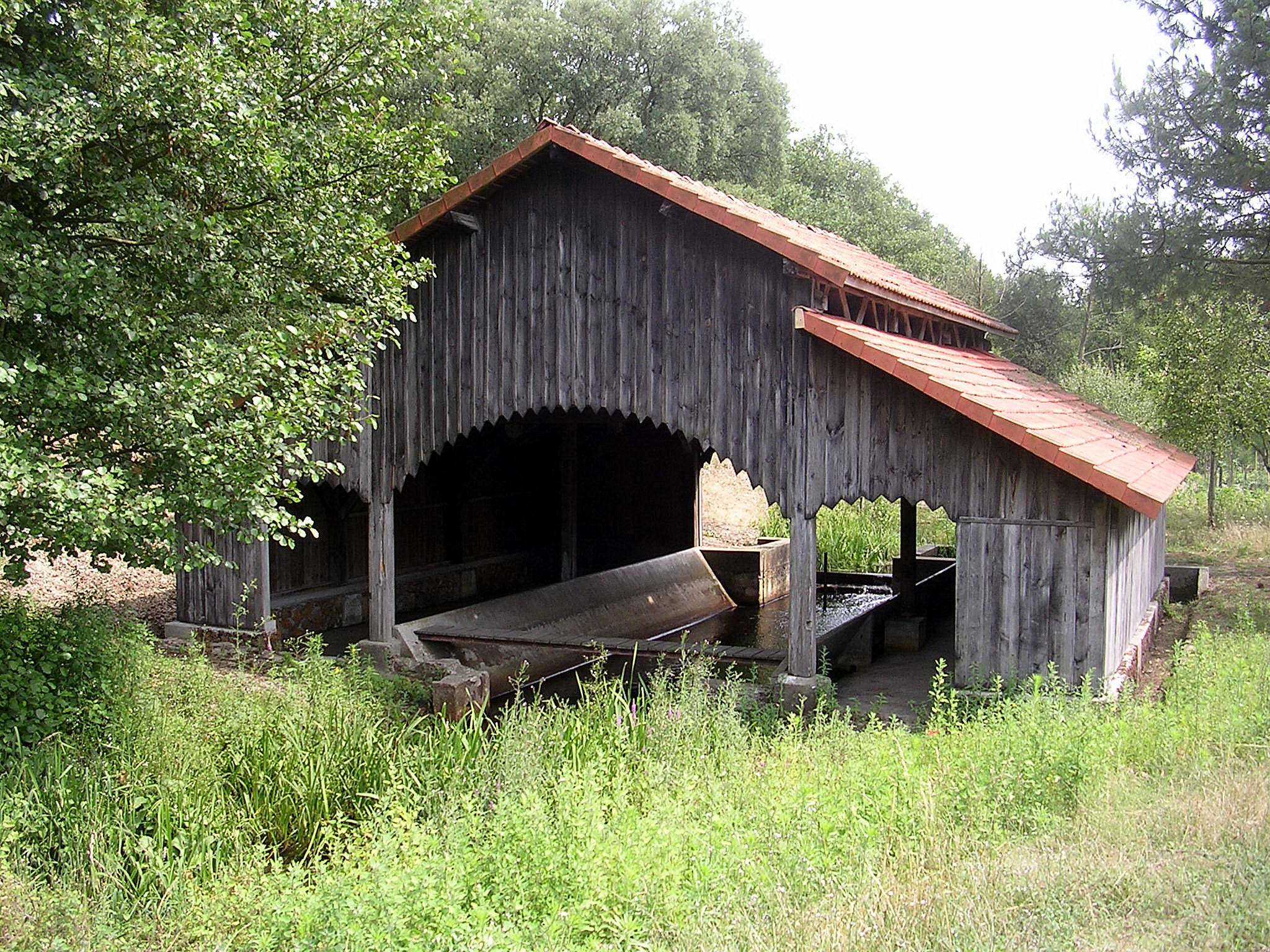
Lavatoiio guascone